# Benedictus leoi
Benedictus leoi es un coleóptero de la familia Chrysomelidae.
Fue descrita científicamente por primera vez en 1989 por Scherer.